# 陸端
陸端（英語：Geoffrey Charles Martineau Lupton，1930年4月20日—2019年1月30日），英國殖民地官員，官至英國助理衛生及社會保障司，及英屬香港副財政司、大埔理民官。

## 生平

### 早年生涯
陸端於1930年4月生於西約克郡列斯，為休·拉爾夫·陸端（Hugh Ralph Lupton，1893-1983）及瑪喬麗·伊迪絲·喬伊斯·蘭瑟姆（Marjorie Edith Joyce Ransome，1892-1970）的獨生子。陸端家族為自都鐸時期起在列斯興起的顯赫家族，在神職、商業、學術及政務界皆有成就，同時亦是劍橋公爵夫人凱薩琳的家族之始祖。
他在牛津大學取得文學碩士學位後，於1955年8月加入香港政府任二級官學生（Cadet Officer II），翌月於勞工處任職，並於1956年9月調任徙置事務處。1958年10月，他調任新界民政署任理民官，並於1959年7月升任為政務官。

### 大埔理民官
1961年1月，陸端接替華樂庭出任大埔理民官。翌月，他與歌蓮娜·麥道高於石塘咀的聖安多尼堂成婚。
就任理民官後，陸端於1961年7月首次巡視大埔理民府的轄區，並訪問上水聽取當地村民對建設的要求。同時，一如其餘理民官，他亦負責監選大埔區內的鄉事委員會選舉。其後，他在巡視沙田、大埔、馬鞍山等村落時，亦協助居民處理要求政府協助建設公共設施、提升電力供應、風水問題及農事問題等生活事務。1962年9月，颱風溫黛重創大埔區，對大埔居民造成嚴重損失。陸端在當時迅速救濟災民，令大埔區能迅速地回復至原有的狀況。
同時，在1960年代中期，香港受嚴重乾旱影響而經常需要制水，這對新界鄉民的漁農業運作及日常生活造成嚴重影響。陸端曾於1963年訪問位於轄區的村落，包括打鼓嶺及沙頭角等邊境地區，視察村民受影響的狀況，並聽取他們的訴求試圖尋求解決辦法。1964年，由於旱情持續，陸端在訪問各村時，村民提請的要求依然圍繞缺水問題，但地方衛生及交通問題亦逐漸受關注，陸端亦允納代為處理。同年4月中，陸端離任理民官一職返英度假。他在任大埔理民官三年間，與鄉事首長及地方賢達協力推動地方發展及建設，同時在溫黛風災後的善後工作，亦獲大埔七區的鄉紳所推崇。

### 輔政司署
1964年7月，他升任高級政務官，並於同年10月起在倫敦攻讀由英國文化協會開辦的財政管理課程。該課程針對發展中國家的高級行政人員，研究英國的財政實務。然則，此為陸端最後一次於香港見報。之後，他於1965年2月返港，於輔政司署任助理輔政司，並曾於1966年及1967年四度署任副財政司一職。期間，他曾代表輔政司署，與海事處一同處理發展貨櫃碼頭有關的事務。1966年10月，他改任助理財政司，並於1968年7月升任副財政司。在輔政司署任職期間，他曾負責處理1960年代香港的銀行問題，包括小型銀行林立及港府對中資銀行的關注。在六七暴動後，他曾負責調查中資銀行的政治背景及資產總值。

### 往後生涯
1970年左右，他離任香港政府，返回英國政府任職，並於衛生和社會保障部工作。1976年，在七歲小女孩瑪莉亞·歌禾被殺事件發生後，他曾為該部撰寫報告，講述預防識別管理和處理兒童被謀殺案件的安排。1980年代後期，他任職助理衛生及社會保障司（國際關係處），並代表倫敦參與第40屆世界衛生大會。
2019年1月30日，陸端於倫敦列治文逝世，享年88歲。

## 個人生活
陸端之母瑪喬麗·伊迪絲·喬伊斯·蘭瑟姆為英國兒童文學作家亞瑟·蘭塞姆的妹妹。而陸端與妻子擁有兩名兒子Martin及David。
他亦是皇家亞洲學會香港分會的會員。